# Wincenty Matuszewski (1870–1918)
Wincenty Matuszewski pseud. Marcin, Bomba, Napoleon, Jąkała (ur. 7 lipca 1870 w Brzezinach, zm. prawdopodobnie 28 września 1918 w Krasnojarsku) – działacz komunistyczny, członek Zarządu Głównego (ZG) SDKPiL od 1903, przewodniczący Komitetu RKP(b) w Krasnojarsku.

## Życiorys
Syn Franciszka i Barbary z Janowskich. Z zawodu krawiec.  W młodości utrzymywał kontakty ze Związkiem Robotników Polskich, a w 1898 współorganizował strajk krawców w Warszawie. W 1899, pod wpływem Feliksa Dzierżyńskiego, wstąpił do Socjaldemokratycznego Związku Robotniczego. W tym samym roku został przewodniczącym zorganizowanego przez siebie nielegalnego związku krawców. Wstąpił do SDKPiL. Od IV 1900 do połowy 1902 należał do Komitetu Warszawskiego tej partii. W lutym 1901 wziął udział w konferencji SDKPiL w Białymstoku, a pod koniec września 1901 był współorganizatorem III Zjazdu SDKPiL w Warszawie, w którym brał czynny udział. Wraz z Janem Rosołem, Tomaszem Magrzykiem, Marianem Płochockim i Wacławem Koralem zorganizował i prowadził na Pradze tajną drukarnię SDKPiL, w której wydawał pismo "Kurierek Robotniczy". Organizował zebrania partyjne, strajki i kolportaże wydawnictw. Działał w Łodzi, Zagłębiu Dąbrowskim, Kaliszu, Częstochowie i Białymstoku, a od końca grudnia 1902 również w Krakowie, gdzie pomagał Dzierżyńskiemu w wydawaniu "Czerwonego Sztandaru" i wraz z nim zorganizował sekcję SDKPiL oraz Kasę Pomocy Więźniom i Zesłańcom Politycznym. W lipcu 1903 brał udział w IV Zjeździe SDKPiL w Berlinie, na którym został wybrany do Zarządu Głównego (ZG) tej partii. Był aktywnym uczestnikiem rewolucji 1905. Zorganizował Socjaldemokratyczny Związek Zawodowy Pracowników Igły, drukarnię "Czerwonego Sztandaru" na Kamionce w Warszawie i drukarnię SDKPiL w Łodzi. Wraz z Dzierżyńskim, Julianem Marchlewskim, Jakubem Haneckim i Zdzisławem Lederem kierował organizacją krajową SDKPiL. 31 lipca 1905 został aresztowany razem z Dzierżyńskim i osadzony w X Pawilonie Cytadeli Warszawskiej. Zwolniony na mocy amnestii. Pod koniec listopada 1905 brał udział w krajowej konferencji SDKPiL, a w maju 1906 w V Zjeździe SDKPiL w Zakopanem. W czerwcu 1907 był delegatem na V Zjazd SDPRR w Londynie, gdzie osobiście poznał Lenina i udzielił poparcia frakcji bolszewickiej. W 1909 zorganizował strajk krawców w Krakowie. W lipcu 1910 został sekretarzem krakowskiej sekcji SDKPiL, a w sierpniu 1910 uczestniczył w Konferencji Krajowej SDKPiL. W styczniu 1911 był jednym z kierowników kampanii wyborczej do IV Dumy Państwowej. Od 1911 r. wraz z J. Unszlichtem przywódca organizacji warszawskiej SDKPiL pozostającej w opozycji do rządzącego partią z zagranicy Zarządu Głównego (tzw "rozłamowcy") na czele z Jogichesem - Tyszką i Warskim.  W 1912 r. Małecki ustępuje z władz SDKPiL nie zgadzając się z siłowymi metodami zwalczania opozycji w partii stosowanymi przez ZG SDKPiL. W czerwcu 1912 r. spotyka się z Leninem w Zakopanem i nawiazuje z nim współpracę.  W listopadzie 1912 został ponownie aresztowany i osadzony w X Pawilonie Cytadeli, po czym skazany na dożywotnie osiedlenie na Syberii. W 1916 został w Irkucku członkiem komitetu partii bolszewickiej. Od sierpnia 1917 działał w Krasnojarsku, gdzie wybrano go do Rady Delegatów Robotniczych (a następnie: Rady Delegatów Robotniczych i Żołnierskich). Kierował  pracą miejscowego komitetu partyjnego bolszewików i był przewodniczącym grupy SDKPiL przy komitecie miejskim SDPRR(b) w Krasnojarsku. Uczestniczył w rewolucji październikowej. W 1918 walczył w bolszewickim oddziale partyzanckim pod Krasnojarskiem przeciw Korpusowi Czechosłowackiemu. W sierpniu 1918 został przewodniczącym nielegalnego komitetu RKP(b) i zorganizował drukarnię partyjną w Krasnojarsku. 27 września 1918 został aresztowany, a następnie zabity. Pozostawił żonę Balbinę z d. Wald (działaczkę SDKPiL).